# Going Back
Going Back — восьмой и последний студийный альбом британского певца и композитора Фила Коллинза. Выпущен 13 сентября 2010 года в Великобритании и 28 сентября 2010 года в США.
Going Back целиком состоит из кавер-версий композиций 1960-х годов, оригиналы которых были выпущены легендарными студиями Motown Records и Soul Standards. Альбом Going Back появился через восемь лет после предыдущего альбома Фила Коллинза Testify. Все эти восемь лет Коллинз был сосредоточен на записи саундтреков, а также на гастрольной деятельности — как сольной, так и в составе группы Genesis.
Как сообщал сам Фил Коллинз в интервью, которые он давал различным СМИ сразу после выхода Going Back, альбом станет, скорее всего, его финальной работой, так как он намерен прекратить свою профессиональную музыкальную деятельность. В 2011 году Коллинз официально подтвердил это, сделав специальное заявление. Таким образом, альбом Going Back фактически является финальной музыкальной работой Фила Коллинза, подводящей итог его почти тридцатилетней творческой деятельности как сольного музыканта, которую он начал в феврале 1981 года с выпуска своего дебютного альбома Face Value.

## Список композиций

### Стандартное издание
1. «Girl (Why You Wanna Make Me Blue)» (Norman Whitfield/Edward Holland, Jr.) — 2:32
2. «(Love Is Like a) Heatwave» (Holland-Dozier-Holland) — 2:53
3. «Uptight (Everything’s Alright)» (Clarence Paul) — 3:03
4. «Some of Your Lovin» (Gerry Goffin/Carole King) — 3:19
5. «In My Lonely Room» (Holland-Dozier-Holland) — 2:25
6. «Take Me in Your Arms (Rock Me for a Little While)» (Holland-Dozier-Holland) — 2:59
7. «Blame It on the Sun» (Stevie Wonder/Syreeta Wright) — 3:27
8. «Papa Was a Rolling Stone» (Whitfield/Barrett Strong) — 6:44
9. «Never Dreamed You’d Leave in Summer» (Wonder/Wright) — 2:59
10. «Standing in the Shadows of Love» (Holland-Dozier-Holland) — 2:42
11. «Do I Love You» (Peter Anders/Phil Spector/Vincent Poncia Jr.) — 2:50
12. «Jimmy Mack» (Holland-Dozier-Holland) — 2:56
13. «Something About You» (Holland-Dozier-Holland) — 2:47
14. «Love Is Here and Now You’re Gone» (Holland-Dozier-Holland) — 2:40
15. «Loving You Is Sweeter Than Ever» (Ivy Jo Hunter/Wonder) — 2:48
16. «Going to a Go-Go» (Warren Moore/William Robinson, Jr./Robert Rogers/Marvin Tarplin) — 2:49
17. «Talkin About My Baby» (Curtis Mayfield) — 2:47
18. «Going Back» (Goffin/King) — 4:36

### Расширенная редакция альбома
Состоит из 18 композиций со стандартного издания, а также включает в себя 7 дополнительных композиций:
- «Ain’t Too Proud to Beg» (Whitfield/Holland) — 2:42
- «You’ve Been Cheatin’» (Mayfield) — 2:35
- «Don’t Look Back» (Robinson/Ronald White) — 3:06
- «You Really Got a Hold on Me» (Robinson) — 3:07
- «Ain’t That Peculiar» (Robinson/Tarplin/White) — 3:05
- «Nowhere to Run» (Holland—Dozier—Holland) — 3:06
- «Dancing in the Street» (Hunter/William «Mickey» Stevenson/Marvin Gaye) — 2:44

## Хит-парады
| Хит-парад      | Наивысшая позиция |
| -------------- | ----------------- |
| Великобритания | 1                 |
| США            | 11                |
| Германия       | 2                 |

## Участники записи
- Фил Коллинз — вокал
- Рей Монетт (Ray Monette) — гитара
- Эдди Уиллис (Eddie Willis) — гитара
- Боб Бэббитт (Bob Babbitt) — бас-гитара
- Ронни Керл (Ronnie Caryl) — акустическая гитара
- Честер Томпсон (Chester Thompson) — ударные
- Брэд Коул (Brad Cole) — клавишные
- Конни Джексон-Комеджис (Connie Jackson-Comegys) — бэк-вокал
- Линн Фиддмон-Линси (Lynne Fiddmont-Linsey) — бэк-вокал
- Джейсон Ребелло (Jason Rebello) — фортепиано
- Джон Эрам (John Aram) — тромбон, хлопки в ладоши
- Гай Баркер (Guy Barker) — труба
- Том Риз-Робертс (Tom Rees-Roberts) — труба
- Дэрил Стюрмер[англ.] — гитара
- Фил Тодд (Phil Todd) — саксофон, флейта
- Грейми Блевинс (Graeme Blevins) — тенор-саксофон
- Menhuin Academy — струнные
- Селест-Мари Рой (Celeste-Marie Roy) — фагот
- Ивен Бинг (Yvan Bing) — главный инженер записи